# Gujana (region)

Gujana – region w północnej części Ameryki Południowej, między Amazonią a Basenem Gujańskim. Fizycznogeograficznie w przybliżeniu odpowiada Wyżynie i Nizinie Gujańskiej. Rozciąga się od wschodniej Wenezueli, przez Gujanę, Surinam, Gujanę Francuską, po północną Brazylię.
Przybrzeżna część Gujany została odkryta przez Hiszpanów w latach 1499–1500. Sto lat później doszukiwano się w niej El Dorado. Od początku XVII wieku stała się polem kolonizacji holenderskiej, francuskiej i brytyjskiej, a podział terytorium niezajętego przez hiszpańskie imperium kolonialne z jednej strony i portugalskie z drugiej, na Gujanę Brytyjską, Holenderską i Francuską ustalił się na początku XIX wieku. Następnie kolonie te, z wyjątkiem Gujany Francuskiej, uzyskały niepodległość.